# Almodóvar del Río
Almodóvar del Río és un municipi de la província de Còrdova a la comunitat autònoma d'Andalusia, a la comarca de Valle Medio del Guadalquivir.

## Demografia
| 1996  | 1998  | 1999  | 2000  | 2001  | 2002  | 2003  | 2004  | 2005  | 2006  |
| ----- | ----- | ----- | ----- | ----- | ----- | ----- | ----- | ----- | ----- |
| 7.237 | 7.155 | 7.144 | 7.013 | 6.978 | 7.079 | 7.123 | 7.324 | 7.420 | 7.487 |

## Personatges il·lustres
- Manuel Alba Blanes, president fundador de l'Ateneu Popular d'Almodóvar del Río el 1925 i últim alcalde republicà
- Paco Morán, actor.
- Rafael Campanero Guzmán, president del Córdoba C.F.